# Procesy fluwialne
Procesy fluwialne (z łac. fluvialis, 'rzeczny') – ogół procesów rzeźbotwórczych związanych z działalnością wód płynących (wody deszczowej oraz cieków wodnych). Należą do nich procesy niszczące, budujące oraz transport.

## Rzeźbotwórcza działalność wód deszczowych
Rzeźbotwórcza działalność wód deszczowych to ablacja deszczowa (erozja deszczowa). Woda opadowa częściowo wsiąka w grunt lub paruje, ale duża część z niej spływa po powierzchni. Spływająca woda może żłobić w podłożu ze skał luźnych (piaski, żwiry, less) jary, parowy, debrza i wąwozy. Inną formą oddziaływania wód deszczowych jest tworzenie piramid ziemnych, które powstają gdy woda opadowa rozmywa i spłukuje miękkie skały wokół głazów zbudowanych ze skał twardszych. W wyniku ablacji następuje spłukiwanie materiału skalnego ze stoków i powstawanie deluwiów.

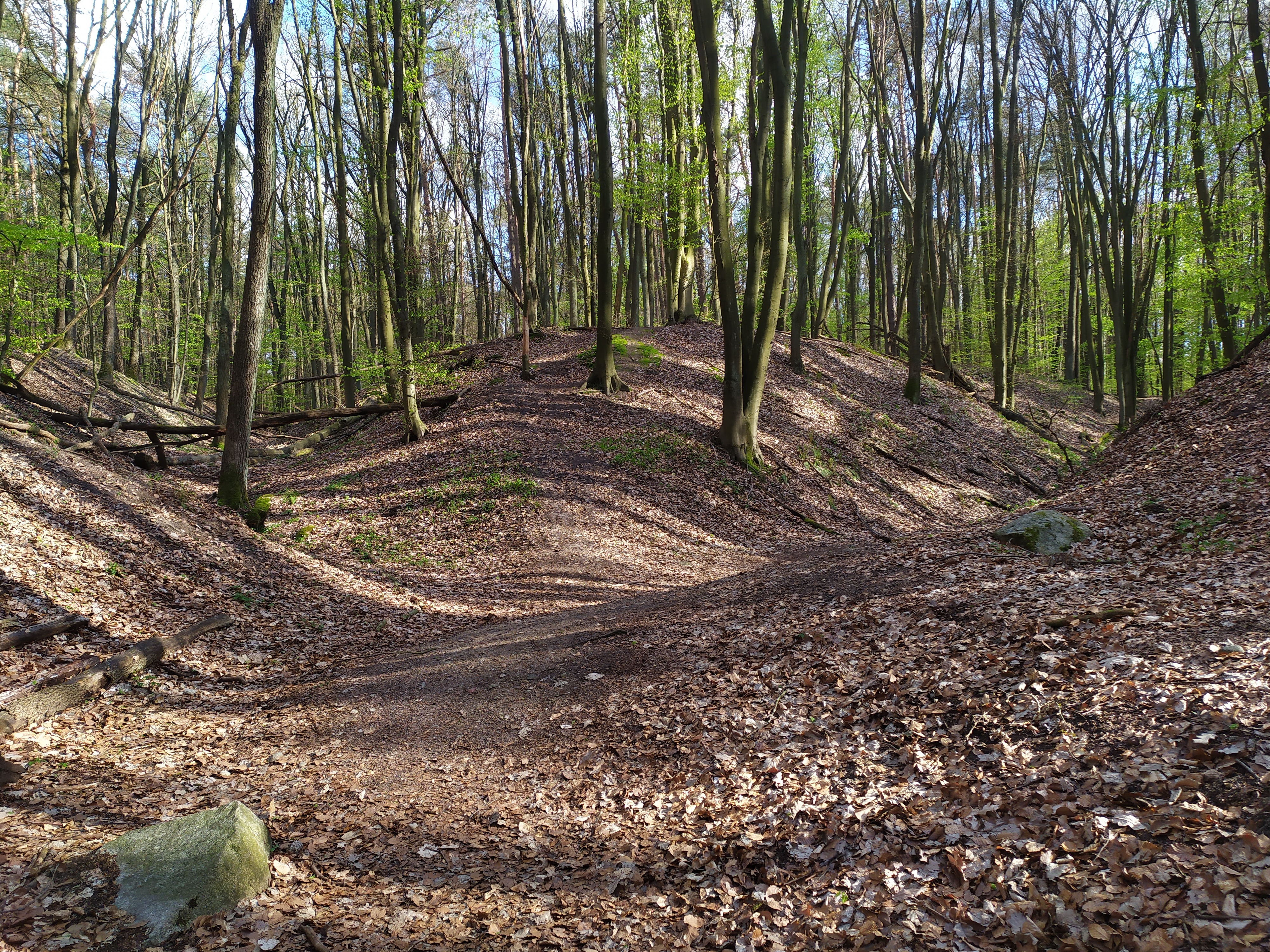
Parowy Janinowskie w okolicy wsi Janinów, w gminie Brzeziny, w województwie łódzkim
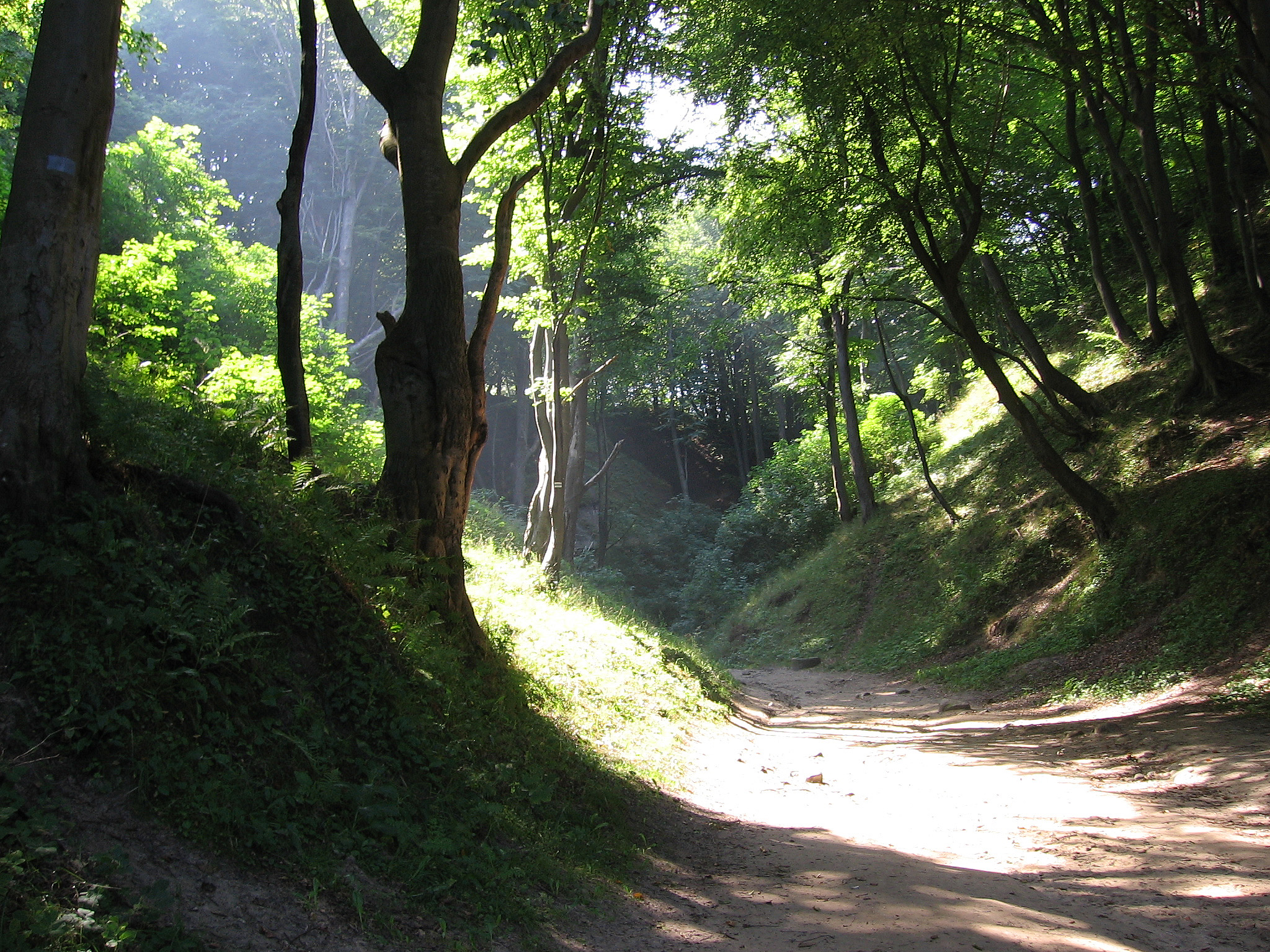
Lisi Jar w Jastrzębiej Górze, w gminie Władysławowo, w województwie pomorskim
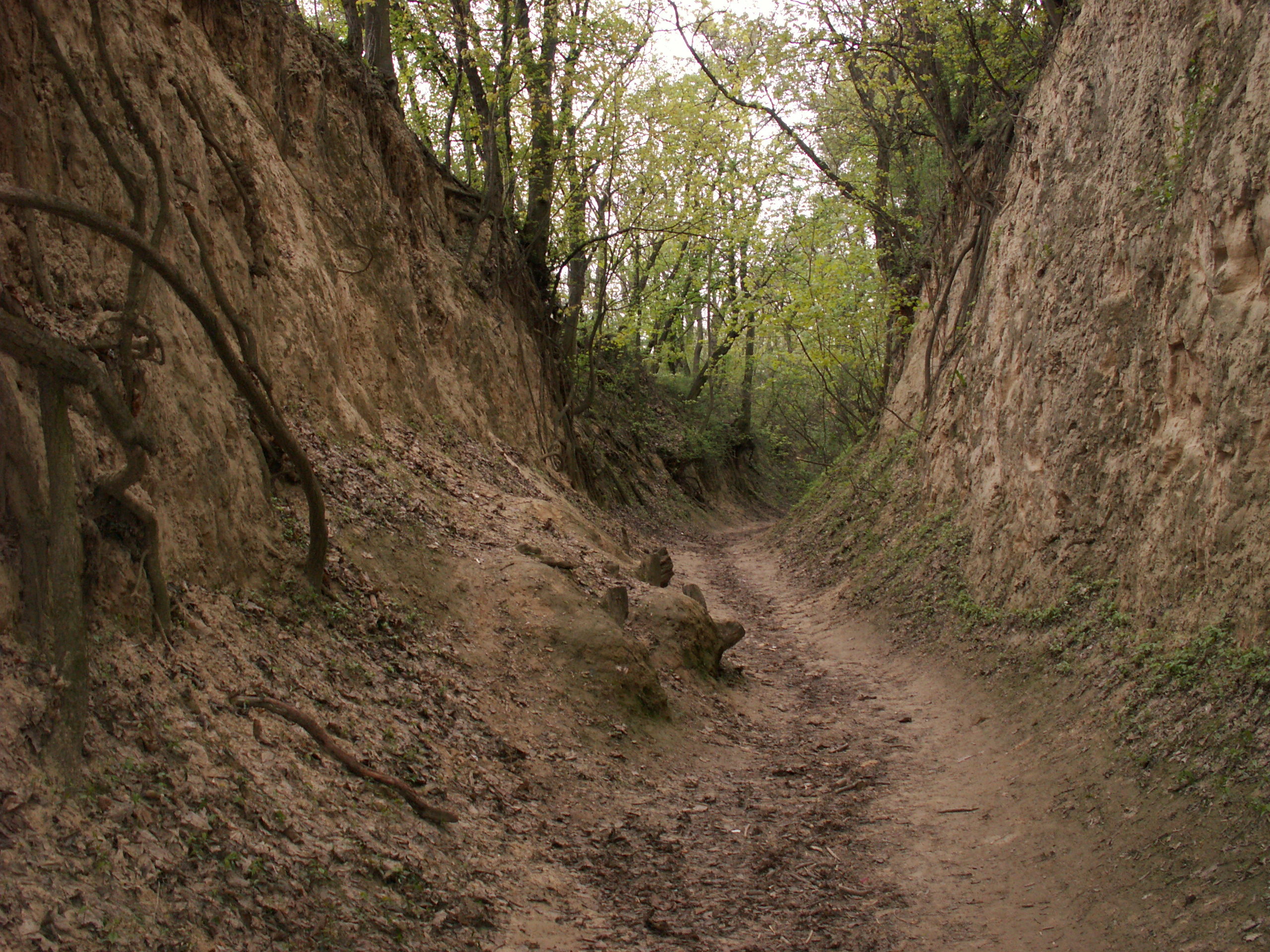
Wąwóz Królowej Jadwigi w Sandomierzu, w województwie świętokrzyskim
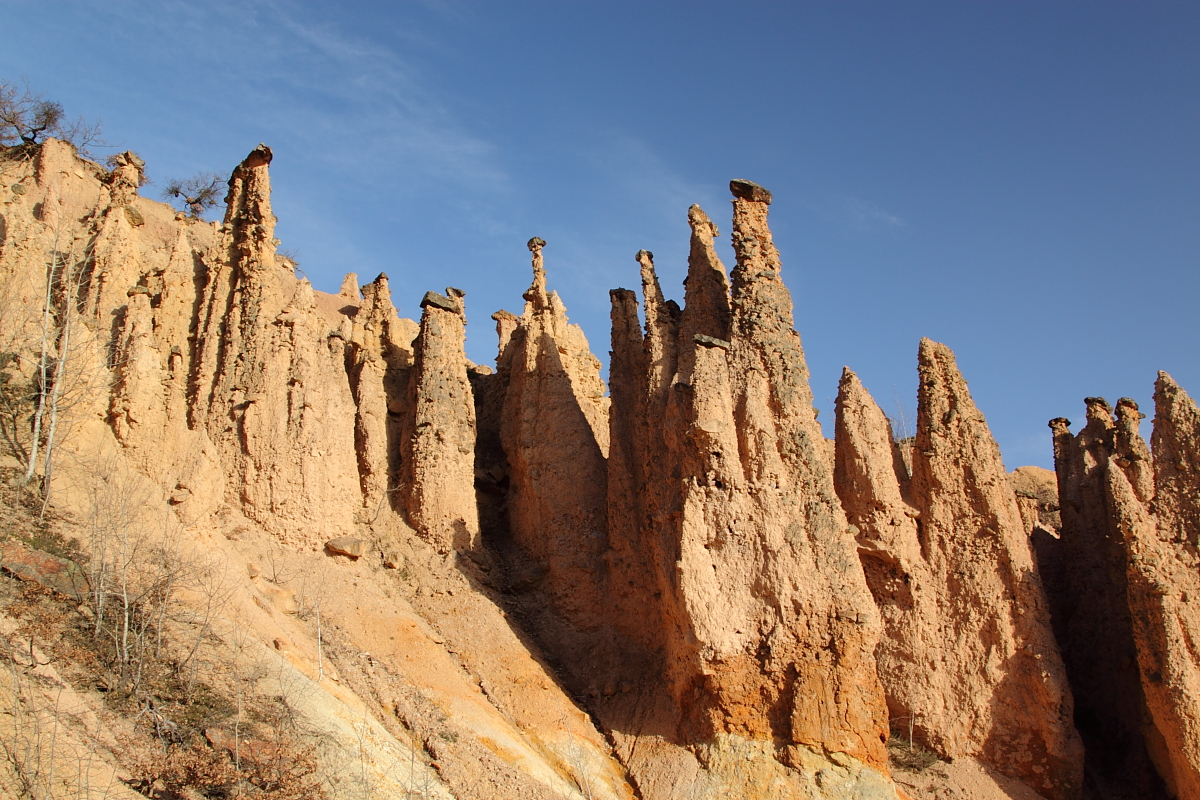
Kompleks piramid ziemnych Đavolja Varoš w południowej Serbii
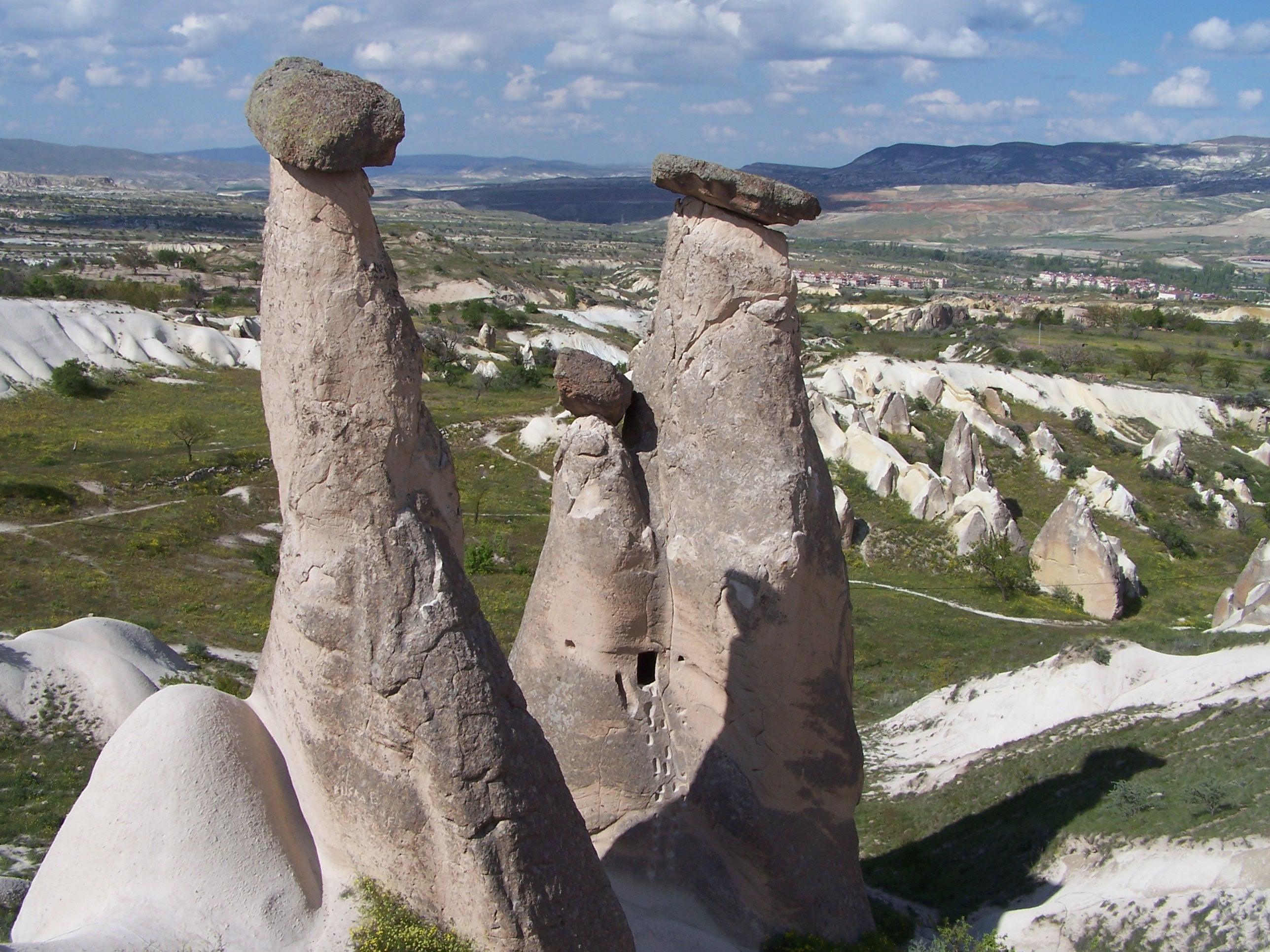
Piramidy ziemne w Parku Narodowym Göreme, w Kapadocji

## Rzeźbotwórcza działalność rzek
Rzeźbotwórcza działalność rzek obejmuje erozję rzeczną i akumulację rzeczną, które wywoływane są przez ruchy turbulentne wody w korycie rzecznym. Woda płynąca w korycie osiągając prędkość, dzięki której jest w stanie porwać ziarno skalne o określonym rozmiarze i następnie przenosić je na dalszą odległość. Transport drobin skalnych w rzece może mieć postać saltacji, trakcji lub suspensji. Kiedy prędkość wody spada poniżej określonego poziomu materiał skalny zaczyna się osadzać. W różnych biegach rzeki następują różne rodzaje erozji rzecznej i różne sposoby akumulacji materiału.
W górnym biegu rzeki dominuje erozja denna, zachodząca dzięki dużej prędkości wywołanej dużym spadkiem cieku. Okruchy skalne porywane przed płynącą wodę trą o dno koryta rzecznego pogłębiając je, co prowadzi do powstania doliny V-kształtnej lub kanionu. Tarcie o dno prowadzi przy tym do zaokrąglania okruchów skalnych i powstania otoczaków. Kiedy ciek o dużym spadku uchodzi do większego cieku o niższym spadku, materiał skalny niesiony przez mniejszy ciek zaczyna akumulować co prowadzi do powstania wachlarzowatego stożka napływowego.
W górnym biegu rzeki dno jest często nierówne i znajdują się w nim liczne zagłębienia, w które wpadają okruchy skalne. Woda płynąca lub z dużą prędkością powoduje obracanie okruchów prowadzące do drążenia dna. Zjawisko to nosi nazwę eworsji i prowadzi do powstawania kotłów eworsyjnych. Eworsja prowadzi do rozwoju wodospadów, katarakt i progów skalnych, w których obrębie zachodzi erozja wsteczna. Może ona występować również na obszarze źródłowym i prowadzić do kaptażu.
W środkowym i dolnym biegu rzeki dominuje erozja boczna i akumulacja. Wraz ze zmniejszeniem spadku rzeki nurt rzeki przemieszcza się od jednego brzegu do drugiego, w wyniku czego brzegi są nieustannie erodowane przez nacierającą wodę. Prędkość wody jest zbyt niska aby prowadzić materiał skalny na dalsze odległości i jest odkładany w miejscu, gdzie prędkość jest niższa tworząc odsypy. W efekcie jeden brzeg jest niszczony, a przeciwległy nadbudowywany. W wyniku tych zjawisk rozwijają się meandry oraz bystrza i plosa. 

Akumulacja rzeczna prowadzi do powstawania aluwiów, do których należą różne formy akumulacyjne takie jak: terasy zalewowe, odsypy i wały meandrowe, mielizny, łachy oraz stożki napływowe. Na aluwiach rozwijają się żyzne gleby aluwialne – mady. 

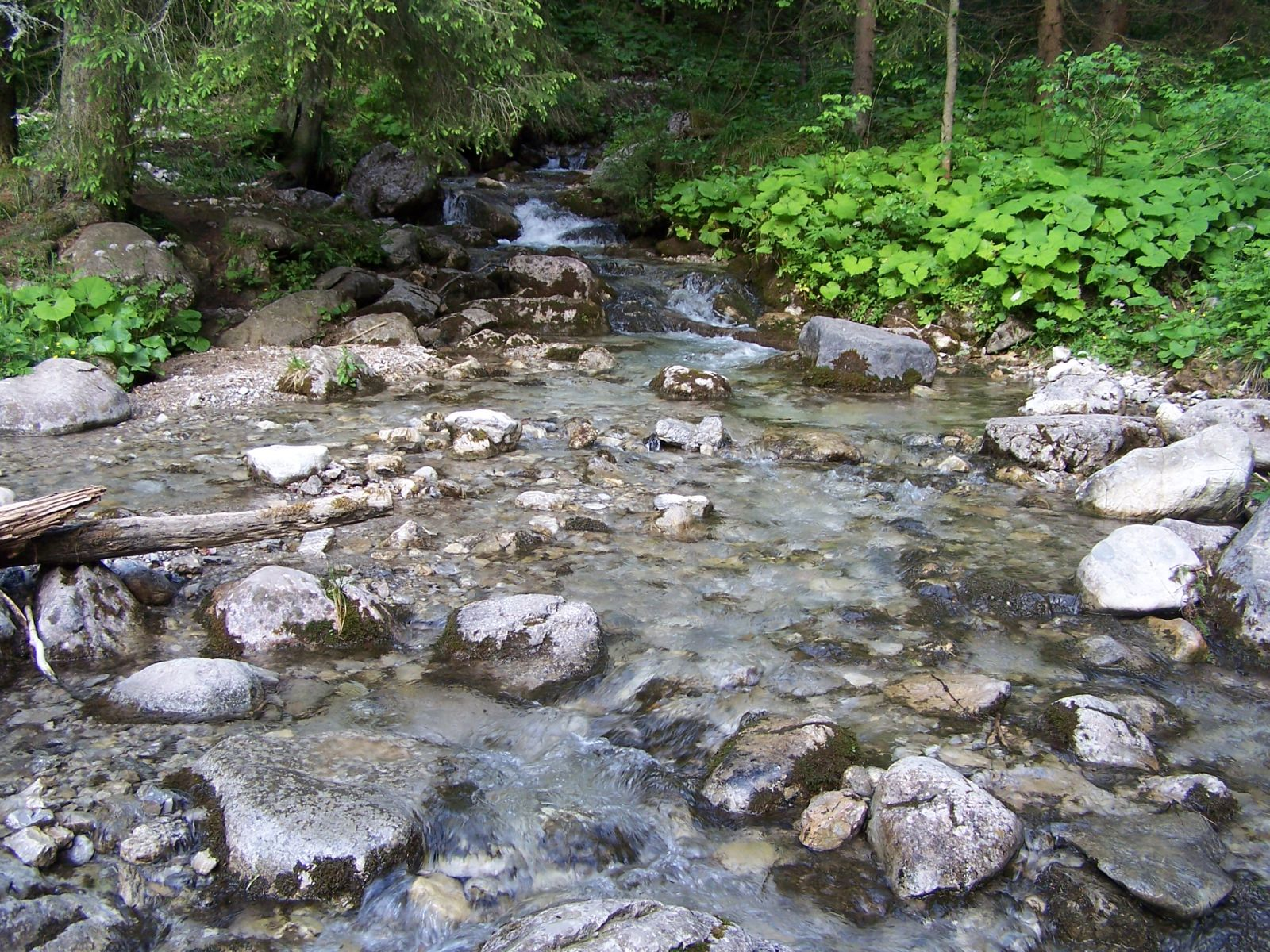
Otoczaki w Miętusim Potoku w Tatrach.
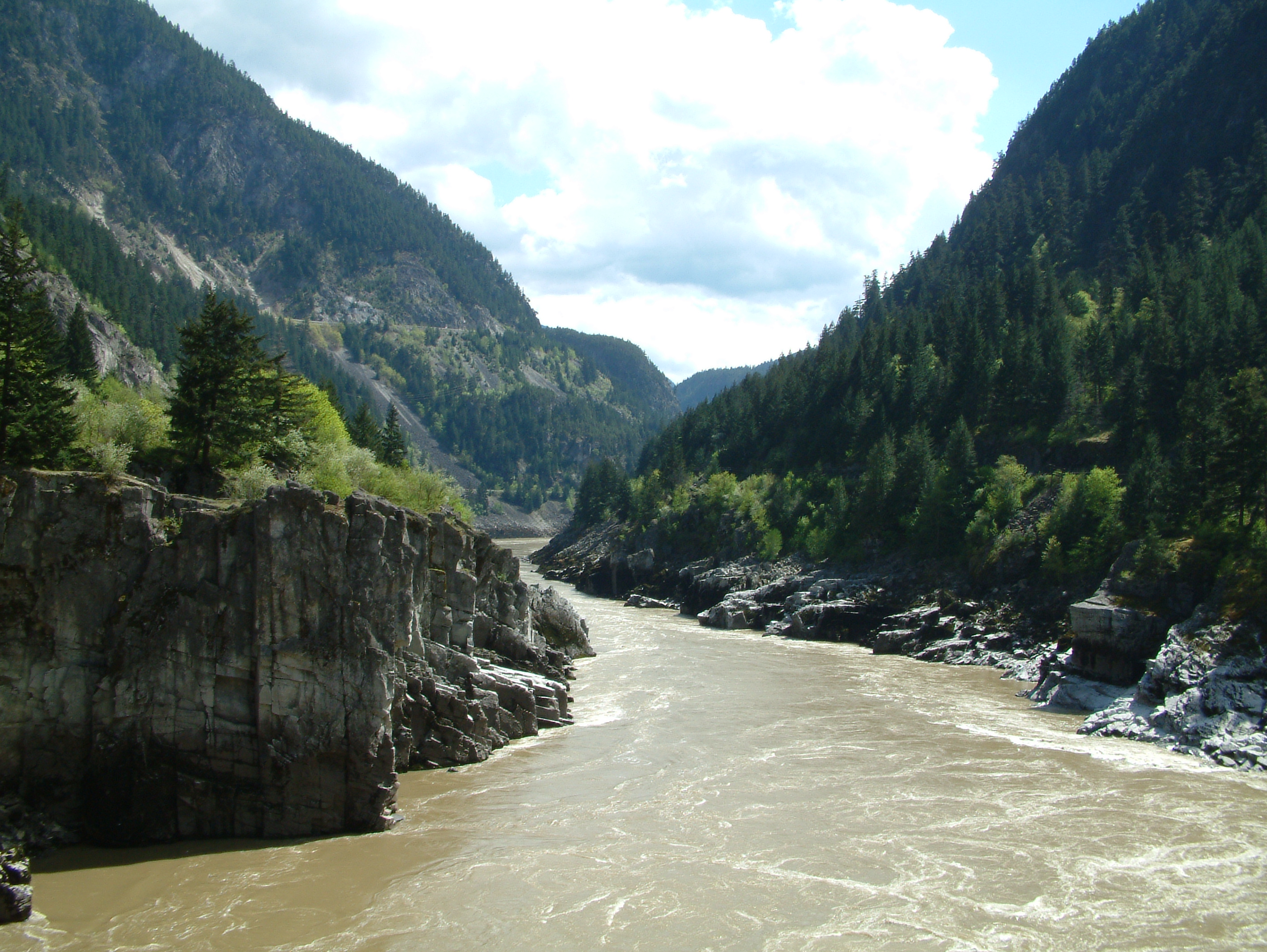
Dolina Hell's Gate w Kolumbii Brytyjskiej.
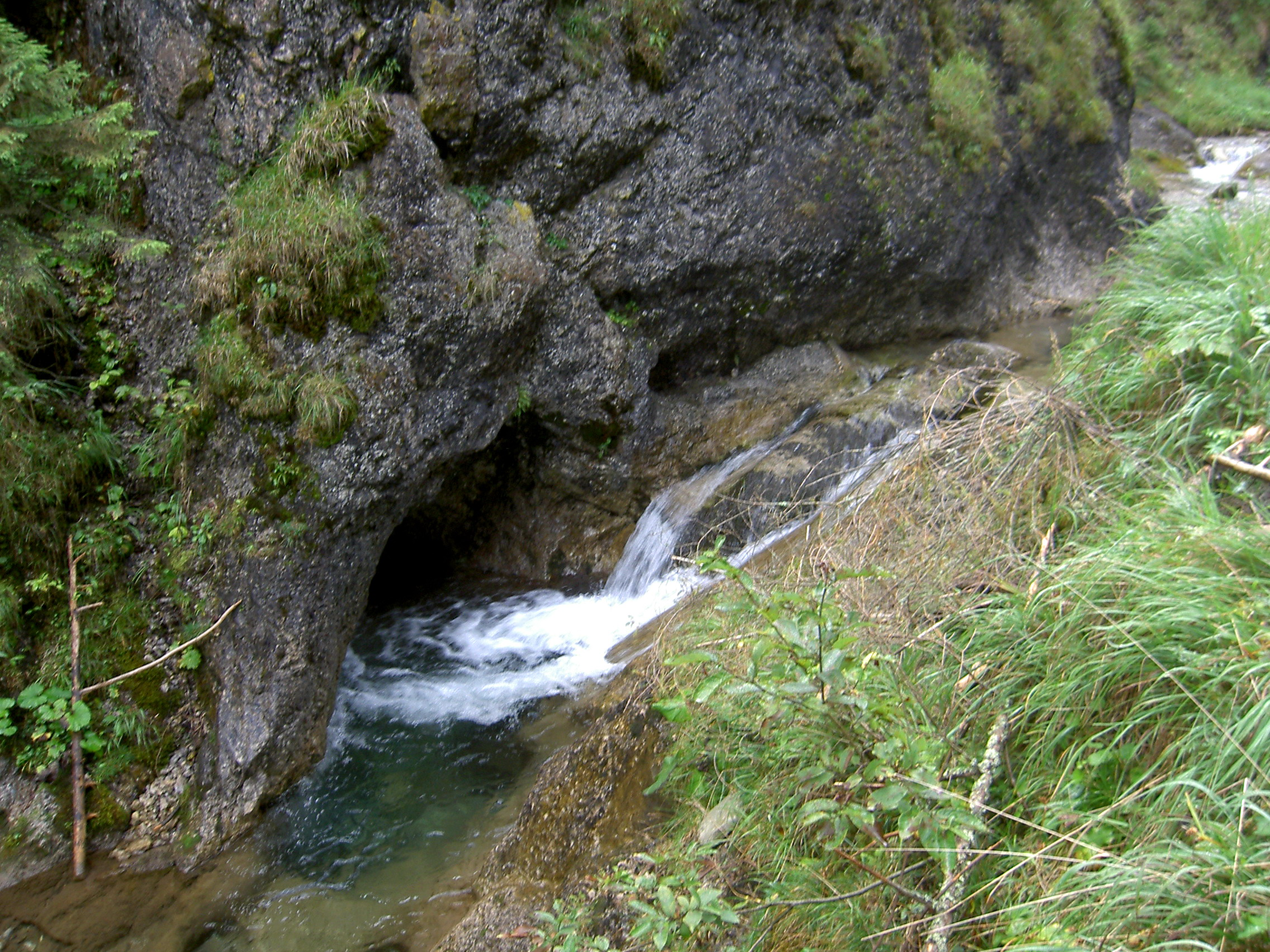
Kaskada i kocioł eworsyjny na Juraniowym Potoku w Tatrach.
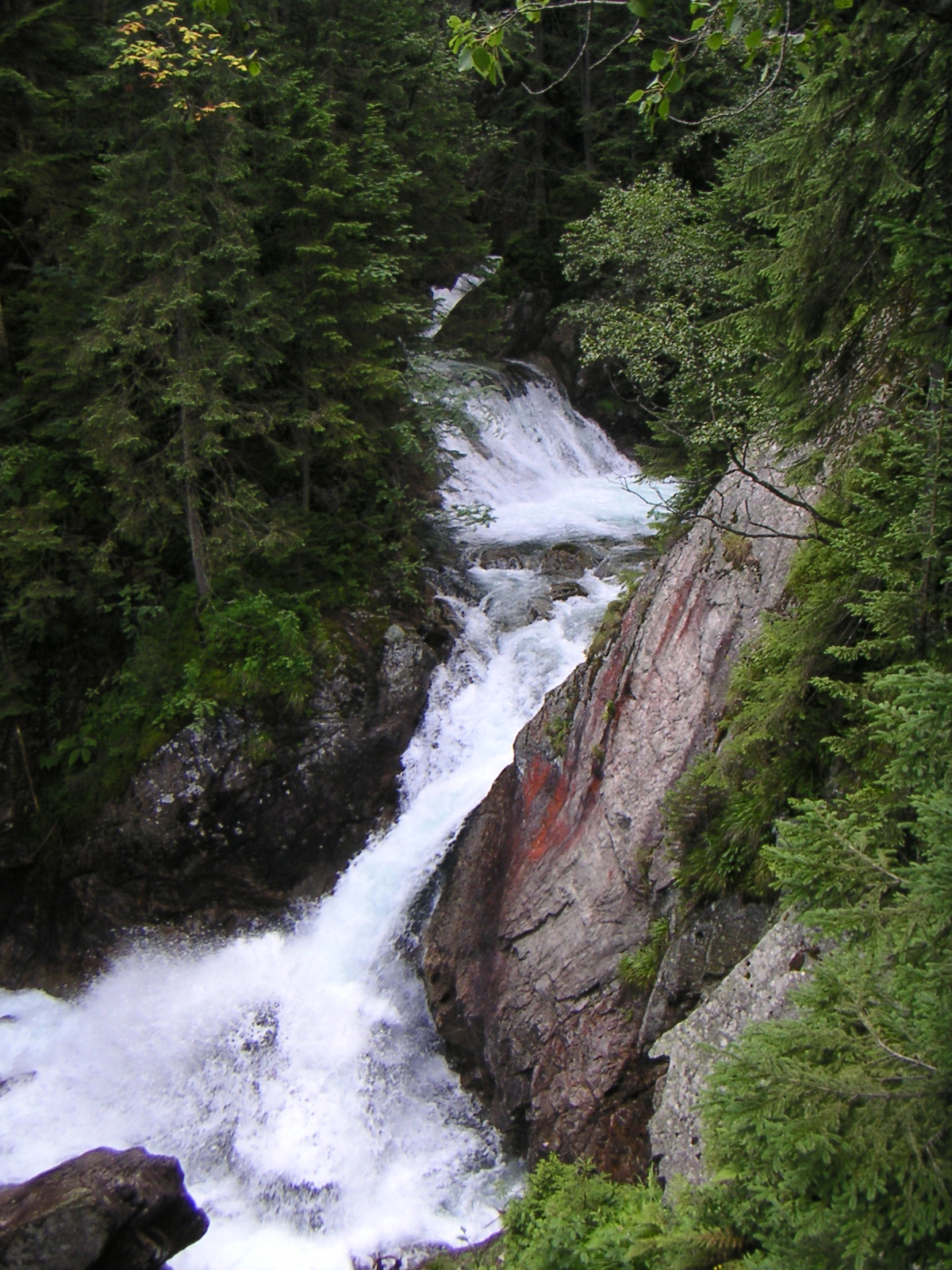
Wodospad Wodogrzmoty Mickiewicza w Tatrach – przykład działania erozji dennej i wstecznej.
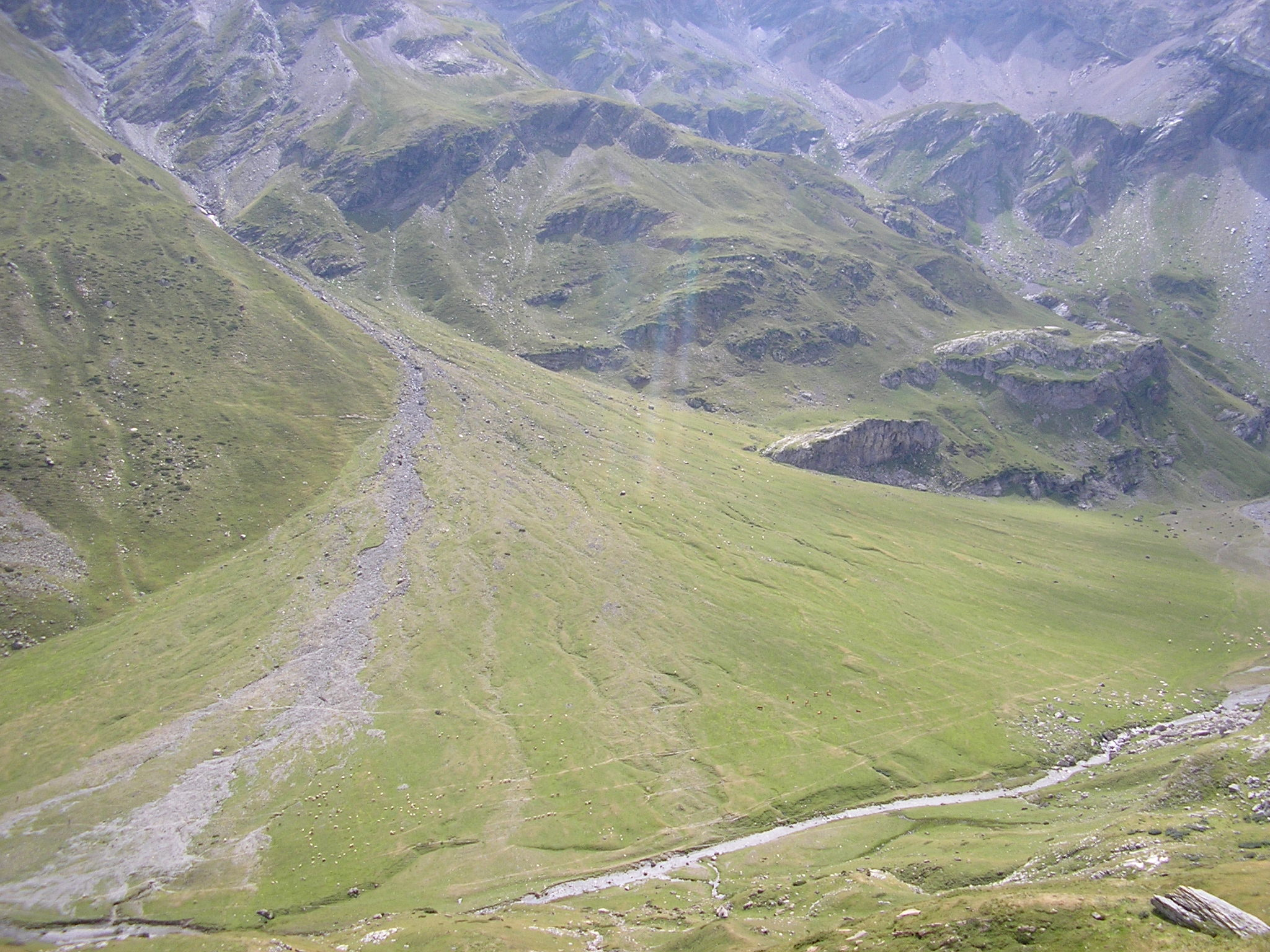
Stożek napływowy w Pirenejach.
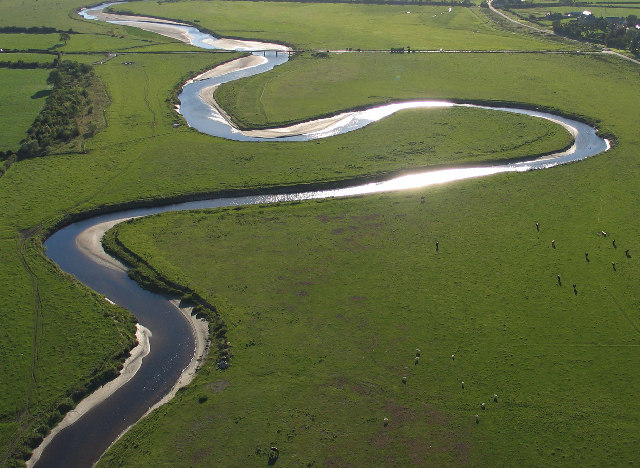
Meandrująca rzeka Wampool w Kumbrii, w Wielkiej Brytanii.
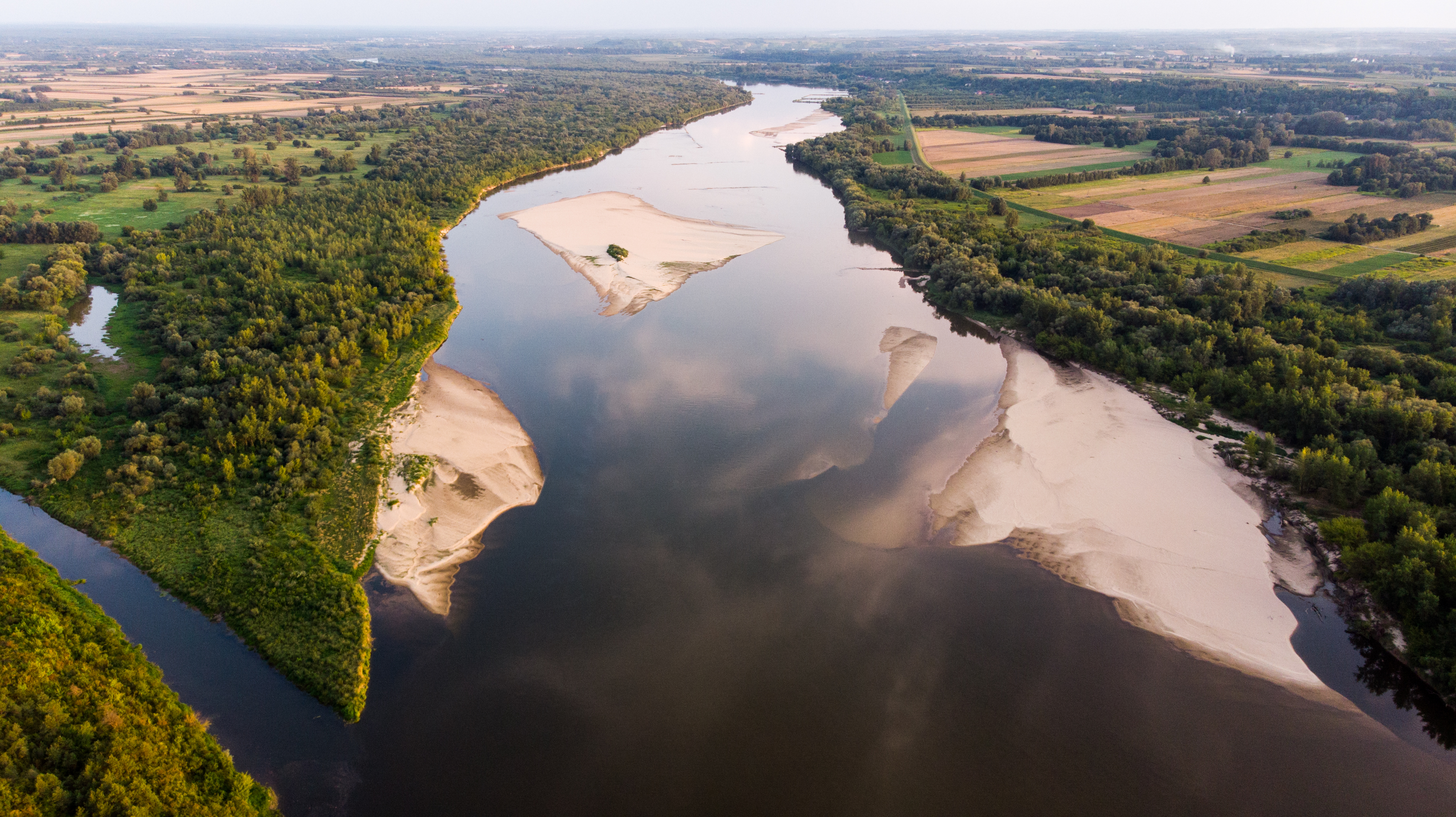
Formy aluwialne na Wiśle pod Annopolem.
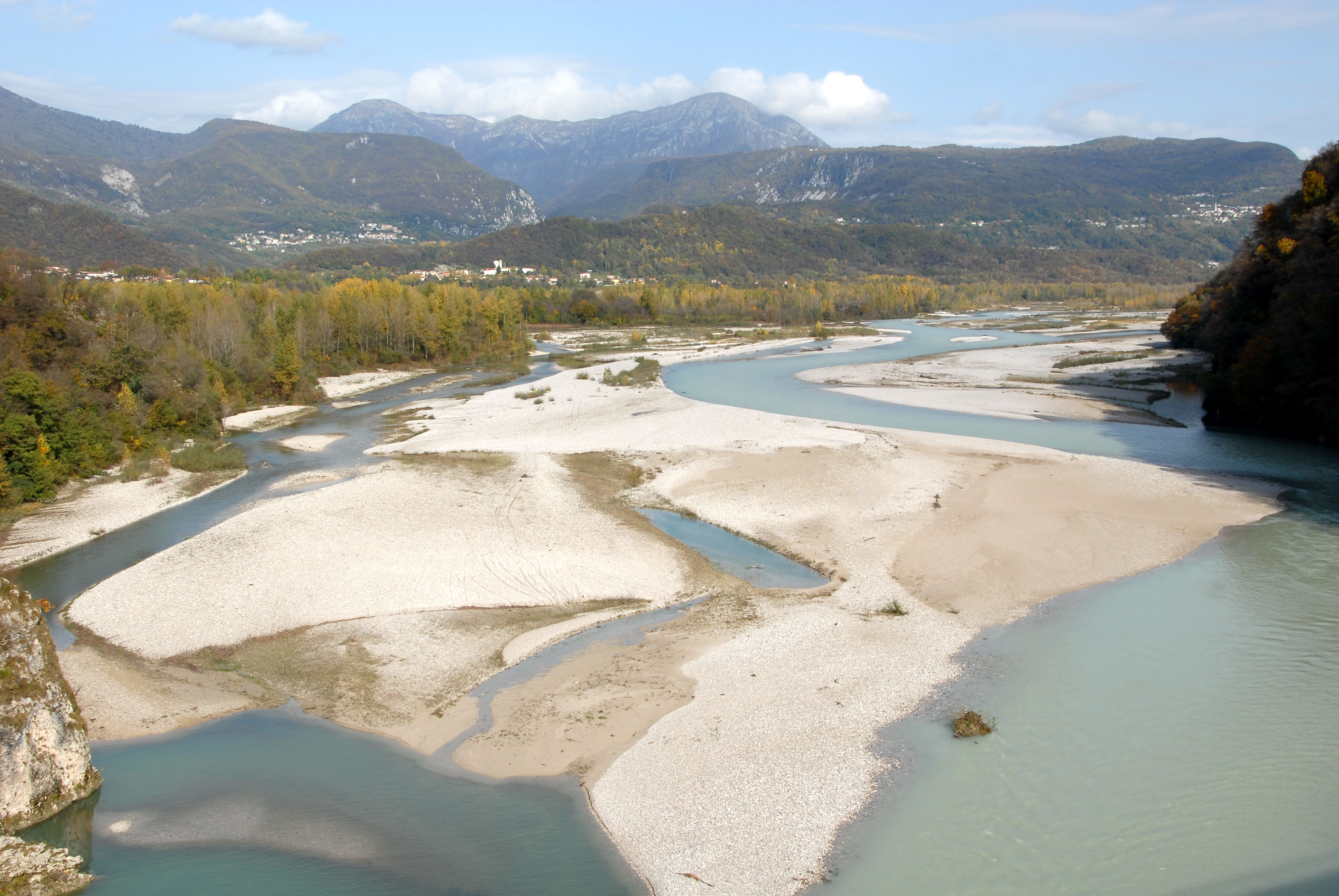
Odsyp roztokowy (forma aluwialna) na rzece Tagliamento we Włoszech.
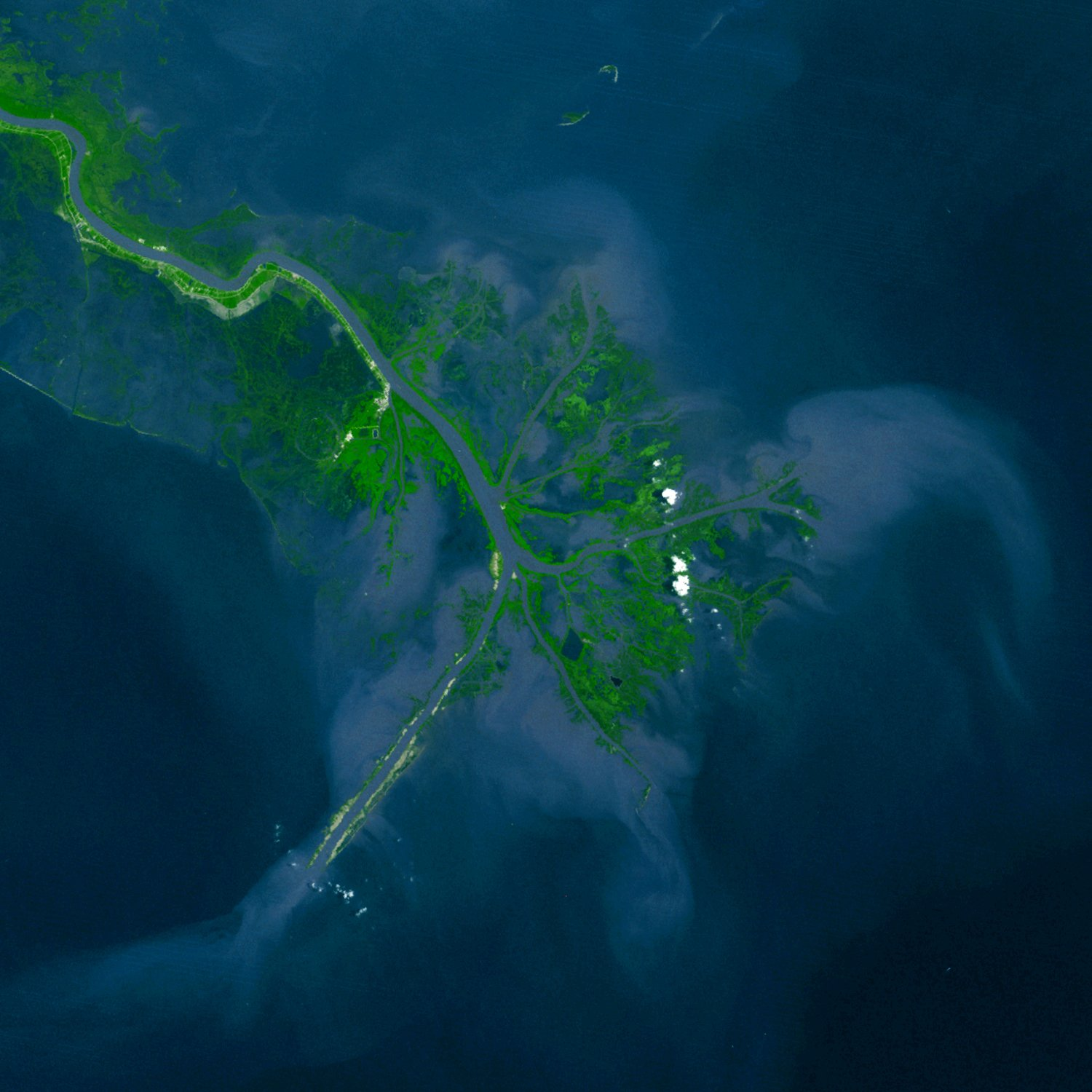
Zdjęcie satelitarne delty Missisipi w Stanach Zjednoczonych.